# 대구사수초등학교
대구사수초등학교(大邱泗水初等學校)는 대한민국 대구광역시 북구에 있는 공립 초등학교이다.

## 연혁
- 2014-07-25 대구사수초등학교 착공
- 2015-04-01 교장 및 교감, 개교요원 교사 12명 겸임발령
- 2015-08-10 대구사수초등학교 준공
- 2015-09-01 대구사수초등학교 개교(12학급 편성), 초대 전구학 교장 부임
- 2016-02-04 제1회 졸업식(졸업생 6명)
- 2016-03-01 20학급 편성(특수학급 1학급 포함)
- 2017-03-01 30학급 편성(특수학급 1학급 포함)

## 출신 인물

#### 청포도- 유튜버
스키비디 토일렛의 영상을 편집하여 올리는 유튜버이다. 프로필에 분홍색 배경에 타이탄 카메라맨이 있다.